# Dasyorne roux
Dasyornis broadbenti
Espèce
Statut de conservation UICN

 LC  : Préoccupation mineure
Statut CITES
Le Dasyorne roux (Dasyornis broadbenti) est une espèce de passereaux de la famille des Dasyornithidae.

## Illustrations
- Photos

## Répartition
Il est endémique du sud de l'Australie.

## Habitat
Il fréquente les forêts tempérées.

## Sous-espèces
D'après Alan P. Peterson, il existe trois sous-espèces :
- Dasyornis broadbenti broadbenti (McCoy, 1867) — du parc national de Coorong à Portland, Port Fairy... ;
- Dasyornis broadbenti caryochrous Schodde & Mason,IJ, 1999 — parc national Great Otway et environs ;
- † Dasyornis broadbenti litoralis (Milligan, 1902) — du cap Naturaliste au cap Mentelle (Australie-Occidentale).